# Utraula
Utraula fou una pargana del districte de Gonda a Oudh a la part nord del riu Rapti Occidental. La població era del 1881 de 90.836 habitants. La capital era Utraula. Fou governada per una família de rages iniciada per Ali Khan, un cap afganès paixtu que apareix en temps d'Humayun acompanyant a aquest en la seva expedició al Gujarat, on va perdre el favor de l'emperador quan va permetre fugir al raja de Bikaner que estava assetjat en un fort.
Amenaçat de mort va trencar la seva fidelitat i es va passar a Sher Khan (Sher Shah Suri). Durant uns anys va dirigir una banda de bandolers i es va apoderar del territori de Nagar a Basti després de derrotar el cap local, un gautama rajput; al cap de deu anys ell mateix fou expulsat per la revolta dels hindús dirigits per un fill del darrer cap; llavors va anar a Utraula que era un principat semiindependent sota un cap rajput; la ciutat d'Utraula era molt forta i no la va poder conquerir per assalt així que va acampar a 3 km de la ciutat i hi va restar dos anys saquejant tot el que podia mentre el raja estava bloquejat a la fortalesa de la ciutat. Finalment el rajput va presentar batalla i fou derrotat i Ali Khan es va apoderar de l'estat.
A la tornada dels mogols al poder es va negar a reconèixer a les noves autoritats però finalment el fill d'Ali Khan va jurar fidelitat a Akbar i se li va donar un exèrcit per deposar el seu propi pare; Ali Khan va morir i el seu cap fou enviat a Delhi com a trofeu; el seu fill Daud Khan va pujar al tron i fou reconegut per l'emperador com a sobirà de l'estat. En el següent regnat es va ampliar el territori amb la conquesta de la jungla de Burhapara als rages kalhans de Babhnipair. La nissaga va arribar al cim del seu poder amb Salim Khan, que va pujar al tron el 1659 i va governar 47 anys.
Al final de la seva vida van esclatar conflictes domèstics i veient en perill la seva vida va repartir l'estat d'Utraula en cinc parts, una per ell mateix i una per cadascun dels seus quatre fills. Burhapara, com herència de la branca sènior de la casa, va quedar al marge. Els quatre fills eren Fateh Khan, Pahar Khan, Rahmat Khan i Mubarak Khan, però només el segon i tercer van deixar hereus i els seus dominis i els del pare van revertir al fill gran Pahar Khan els descendents del qual van governar la zona fins al 1953. El fill de Pahar, Purdi Khan, va morir deixant un fill menor d'edat, Tarbiat Khan, i durant la minoria els afers foren portats pels seus cosins Mahabat khan primer i després Dilawar Khan; aquest darrer es va aliar a Datt Singh, raja de Gonda, en la guerra contra el raja de Bansi, i va contribuir al seu èxit; després de diverses batalles els rages de Bansi foren derrotats i van reconèixer els rius Rapti Occidental i Suwawan com a frontera amb Utraula.
Tarbiat Khan fou succeït pel seu fill Sadulla Khan, de certa erudició perÒ mal caràcter i comportament impropi per la seva posició; els seus súbdits van patir sota el seu govern tota mena d'abusos fiscals; el 1783 l'estat fou afectat per una greu fam, la més important de les recordades. per les morts i l'emigració la pargana va quedar sense cultivar. Iman Baksh Khan, fill de Sadulla Khan, va morir sense successió als tres mesos de pujar al tron i un cosí seu va pujar al tron; aviat es va mostrar incompetent. Entre 1804 i 1856 la història d'Utraula és un relat de les lluites entre els diferents pretendents a l'estat. El 1857, en esclatar el motí, Riasat Ali Khan es va posar al servei de la begum d'Oudh. Poc després de la restauració del poder britànic el 1858, Riasat Ali Khan va morir i el va succeir el seu fill pòstum Raja Mumtaz Ali, que fou reconegut pels britànics però durant la minoria l'estat va estar sota administració de la cort de Wards. En aquest temps Sadullanagar i Burhapara feien part de l'estat però m'és tard foren segregades i erigides en parganes separades.